# Puntius roloffi
 Puntius roloffi és una espècie de peix cipriniforme de la família dels ciprínids.